# Magog (Québec)
Magog ist eine Stadt in der kanadischen Provinz Québec. Laut der Volkszählung von 2016 hat die Stadt eine Einwohnerzahl von 26.669 (überwiegend französischsprachig). Der Verwaltungssitz der regionalen Grafschaftsgemeinde (MRC) Memphrémagog liegt am Abfluss des Sees Lac Memphrémagog in den Fluss Magog, einem Nebenfluss des Rivière Saint-François.

## Persönlichkeiten
- Nicolas Fontaine (* 1970), Freestyle-Skier
- Albert Langlois (1934–2020), Eishockeyspieler

## Galerie

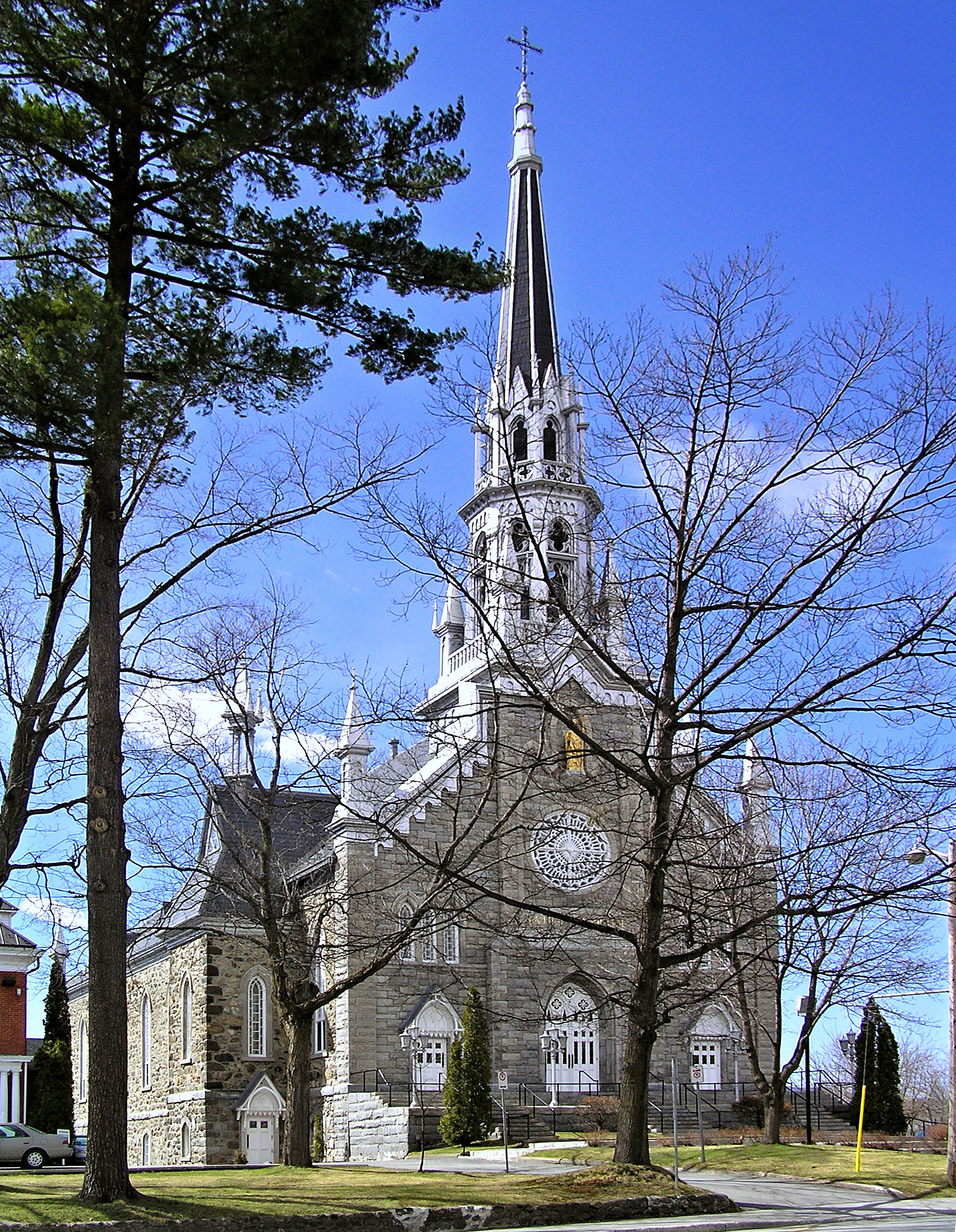
Kirche Saint-Patrice
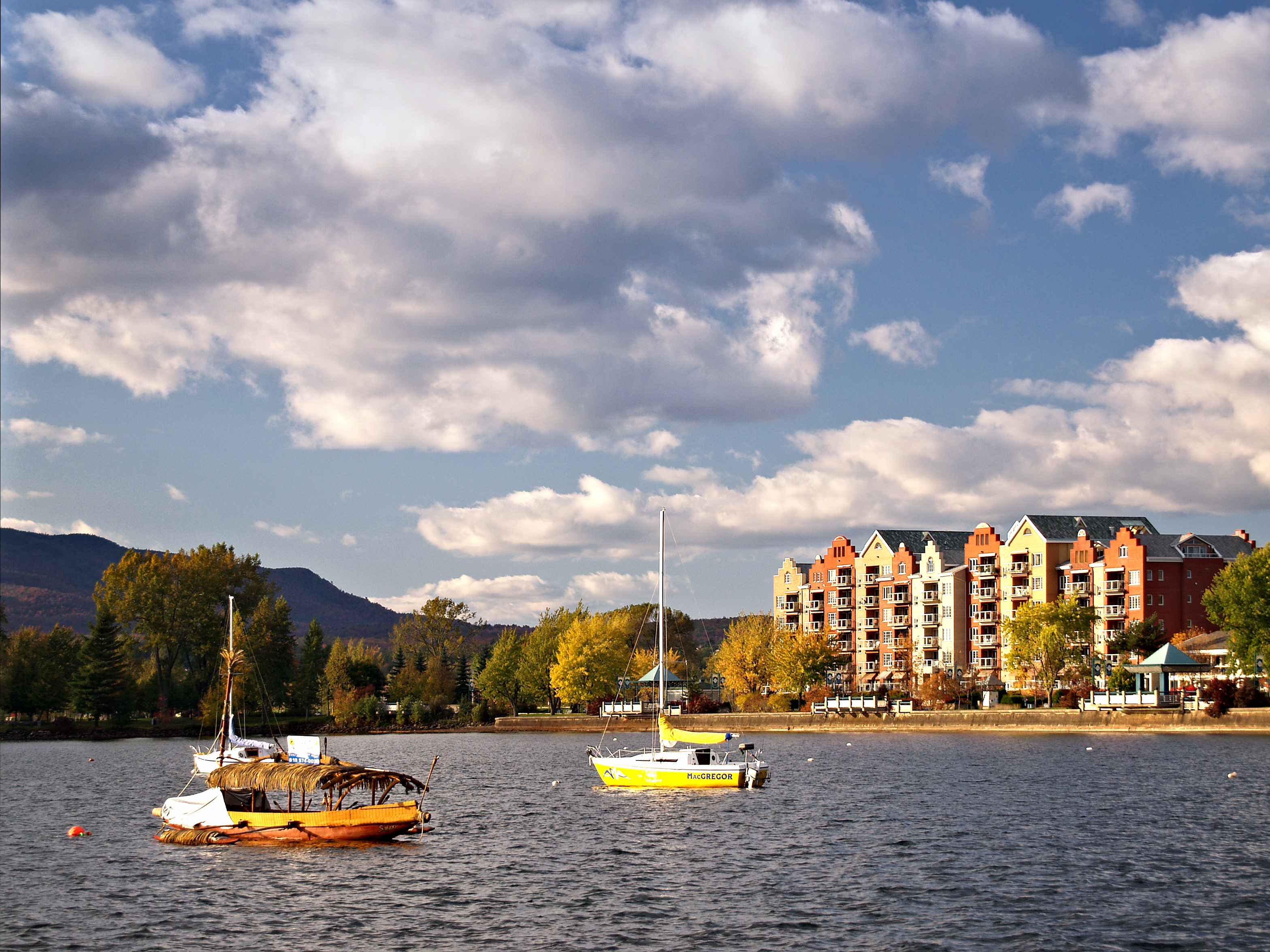
Lac Memphrémagog